# DOSBox
DOSBox és un emulador de codi de MS-DOS de Microsoft que té com a objectiu executar programes i videojocs dissenyats originàriament per a aquest sistema operatiu en computadors més moderns o altres entorns (Macintosh). És també possible fer funcionar aquests programes en altres sistemes operatius, com ara GNU/Linux. DOSBox és programari lliure i està disponible per a molts sistemes operatius: GNU/Linux, FreeBSD, Windows, Mac OS X, OS/2 i BeOS.
- DOSBox és un emulador de CPU complet, no només una capa de compatibilitat com dosemu o les màquines amb DOS virtual de Windows i OS/2, que aprofiten les possibilitats de virtualització de la família de processadors Intel 80386. No requereix cap processador x86 ni cap còpia de MS-Dos per executar-se, i poden funcionar programes que exigeixin que la CPU estigui en mode real o mode protegit.
  - Nucli de CPU dinàmic: Als sistemes que tenen el joc d'instruccions i386 s'empra una traducció dinàmica de les instruccions. Als no compatibles amb x86 es fa servir una emulació total, fet que alenteix sensiblement l'emulació. Un sistema PowerPC G4 a 1.6 GHz és capaç d'emular un sistema 486 a una velocitat de 50 MHz amb tot el maquinari estàndard complet; mentre que n'hi ha prou amb un Pentium III x86 molt més lent per assolir la mateixa velocitat d'emulació.
- Emulació de gràfics: Mode text, Hercules, Color Graphics Adapter (incloent-hi els modes compostos i 160x100x16 modificat), Enhanced Graphics Adapter, VGA (incloent-hi el Mode X i altres modificacions), VESA i emulació completa de la S3 Trio 64.
- Emulació de so: Adlib, altaveu del sistema, Tandy, Sound Blaster, Creative CMS/GameBlaster, Disney Soundsource, Gravis Ultrasound i MPU-401.
- Emulació de xarxa: simulació del mòdem sobre TCP/IP i suport per a xarxes IPX, i possibilita les partides en xarxa a través d'Internet. Les versions per a Windows suporten també l'accés directe al port sèrie.
- Conté el seu propi intèrpret de comandes intern a l'estil de MS-DOS, però no es tracta d'un emulador total de PC com Bochs.
- Imatges autoarrancables: a més de l'intèrpret de comandes intern, DOSBox també ofereix la possibilitat d'executar arxius d'imatge de jocs o programes que varen ser dissenyats per arrencar sense cap sistema operatiu.

Com tots els programes que emulen altres sistemes, DOSBox requereix molta més potència computacional (fonamentalment de la CPU) que els sistemes originals, dependent en gran manera del programari que l'usuari està executant al sistema emulat en cada moment. A més a més, els programes de DOS executats en mode protegit (la gran majoria de jocs editats a partir de 1995, per exemple) potser s'executen més lent que en d'altres emuladors com VMware o Virtual PC, ja que aquests programes empren la virtualització del processador enlloc d'emulació com DOSBox.